# El dominó negro
El dominó negro (título original en francés: Le domino noir) es una opéra comique en tres actos con música de Daniel Auber y libreto en francés de Eugène Scribe, colaborador habitual de Auber. Se estrenó el 2 de diciembre de 1837 en la Opéra-Comique en la Salle de la Bourse de París. Fue una de las más exitosas obras de Auber, que alcanzó las 1.207 representaciones para el año 1909.

## Personajes
| Personaje                                               | Tesitura | Reparto del estreno, 2 de diciembre de 1837 (Director: - ) |
| ------------------------------------------------------- | -------- | ---------------------------------------------------------- |
| Angèle de Olivarès, una novicia                         | soprano  | Mme Cinti-Damoreau                                         |
| Brigitte de San Lucar, su compañera monja y confidente  | soprano  | Mme Berthaud                                               |
| Horace de Massarena, un joven noble español             | tenor    | Couderc                                                    |
| Conde Juliano, su amigo                                 | tenor    | Moreau-Cinti                                               |
| Jacinthe, ama de llaves de Juliano                      | alto     | Mme Boulanger                                              |
| Gil Pérez, amante de Jacinthe                           | bajo     | Roy                                                        |
| Ursule, otra monja, posteriormente abadesa del convento | soprano  | Mme Olivier                                                |
| Lord Elfort, un diplomático británico                   | tenor    | Grignon                                                    |